# Гійом де Кабестань
Гійом де Кабестань (окс. Guillem de Cabestany), XII століття) — каталонський шляхтич, яскравий представник провансальської поезії трубадурів, в основному оспівував кохання.

## Біографія і творчість
Його біографія, як і життєписи інших трубадурів, зазнала пізнішої літературної обробки. Син небагатого лицаря, Кабестань прибув до двору графа Раймунда Руссійонського і приєднався до його васалів. Дружина Раймунда, закохалася в трубадура; він відповідав їй взаємністю. Граф запідозрив дружину в невірності й улаштував Гійомові допит, але тому вдалося відхилити підозру, зізнавшись, про людське око, в любові до Агнеси, сестри графині Маргарити.
Графиня, не здогадалася про хитрощі Кабестаня й прийняла це зізнання за правду, її хвилювання, а також сонет Кабестаня, складений з нагоди їхнього примирення, розкрили очі графові, який, убивши трубадура, нагодував дружину його серцем. Коли вона дізналася про це, то голосно заявила чоловікові про своє вічне кохання до поета і викинулася з балкону палацу, забившись на смерть.
Загибель Кабестаня і його коханої призвели до переслідування її ревнивого чоловіка з боку сусідів і його сюзерена, Альфонса Арагонського. Доля Кабестаня послужила темою для численних середньовічних творів, які оспівували любов і красу. Сюжет «з'їдене серце» використав у «Декамероні» Джованні Бокаччо (день 4, новела 9), цей мотив трапляється і в наслідуваннях «Декамерону».
Меланхолійна кансона Кабестаня «Солодко-злий Смуток, що дав мені Амор …» дійшла до нашого часу в 22 рукописах, що свідчить про її велику популярність.